# 斯蒂芬·科恩
斯蒂芬·科恩（英語：Stephen Frand Cohen，1938年11月25日—2020年9月18日），美国俄罗斯研究学者，主要研究布尔什维克革命以来的现代俄罗斯史以及俄罗斯美国关系。科恩是《国家》杂志的特约编辑，该杂志由他的妻子卡特里娜·范登·赫维尔出版并部分拥有。科恩是2015年重建的美国东西方协议委员会的创始董事。知名作品有《布哈林和布尔什维克革命》。